# بیسیگا (ساپونه)
بیسیگا شهری در شهرستان ساپونه در استان بازگا در بورکینافاسوی مرکزی است و جمعیت آن ۸۶۸ نفر است.